# NGC 3233
NGC 3233 este o emission-line galaxy⁠(d) situată în constelația Hidra. A fost descoperită în 1886 de către Ormond Stone⁠(d). Se află la o distanță de 53,42 de megaparseci de Pământ.